# 星ヶ城山
星ヶ城山（ほしがじょうさん、ほしがじょう）は、瀬戸内海中央部、小豆島町（旧・内海町）の中央東部にある標高817 m（東峰）の山である。西峰と東峰からなり、西側には日本三大渓谷美の1つに数えられる寒霞渓（三笠山）を有する。

## 概要
標高816.7 mの星ヶ城山は瀬戸内海にある島々にある山の最高峰であり、瀬戸大橋と大鳴門橋と明石海峡大橋が見渡せる。
南北朝時代に、南朝方の佐々木三郎左衛門尉飽浦信胤により築城した星ヶ城址、星ヶ城神社がある。 東西の両峰には、空壕、鍛冶場、水ノ手曲輪、烽火台などの跡が発見されている。

## 登山道
寒霞渓ロープウェイ山頂駅の北東、三笠山より登山道が続いている。また、小豆島ブルーラインから遊歩道がある。

## ギャラリー

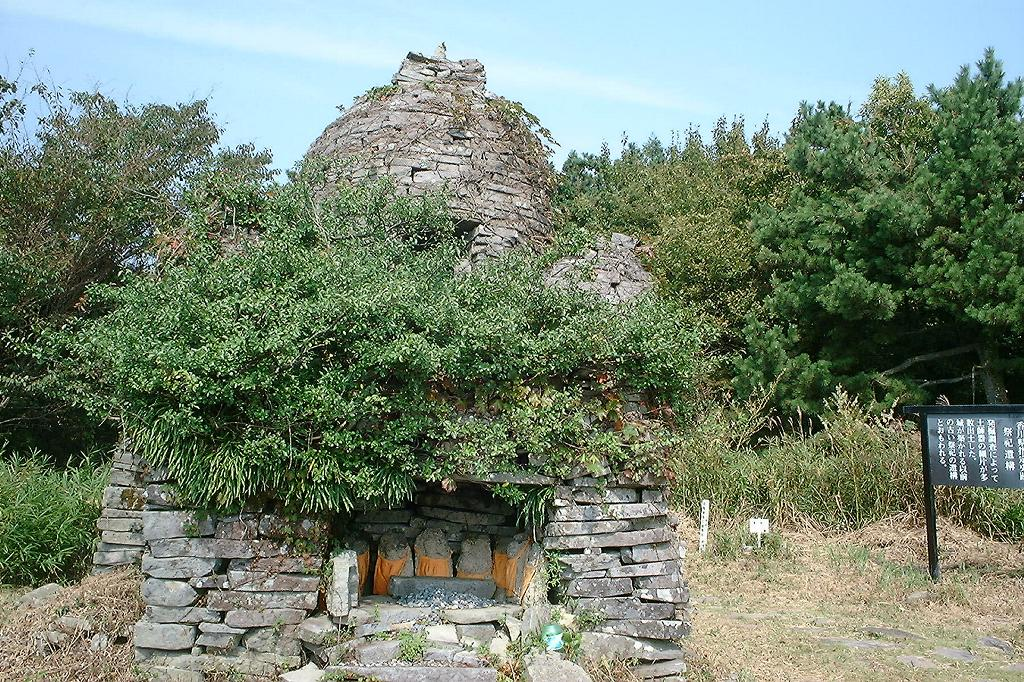
頂上